# Ulmus plotii
Ulmus plotii är en almväxtart som beskrevs av George Claridge Druce. Ulmus plotii ingår i släktet almar, och familjen almväxter. Inga underarter finns listade i Catalogue of Life.

## Bildgalleri

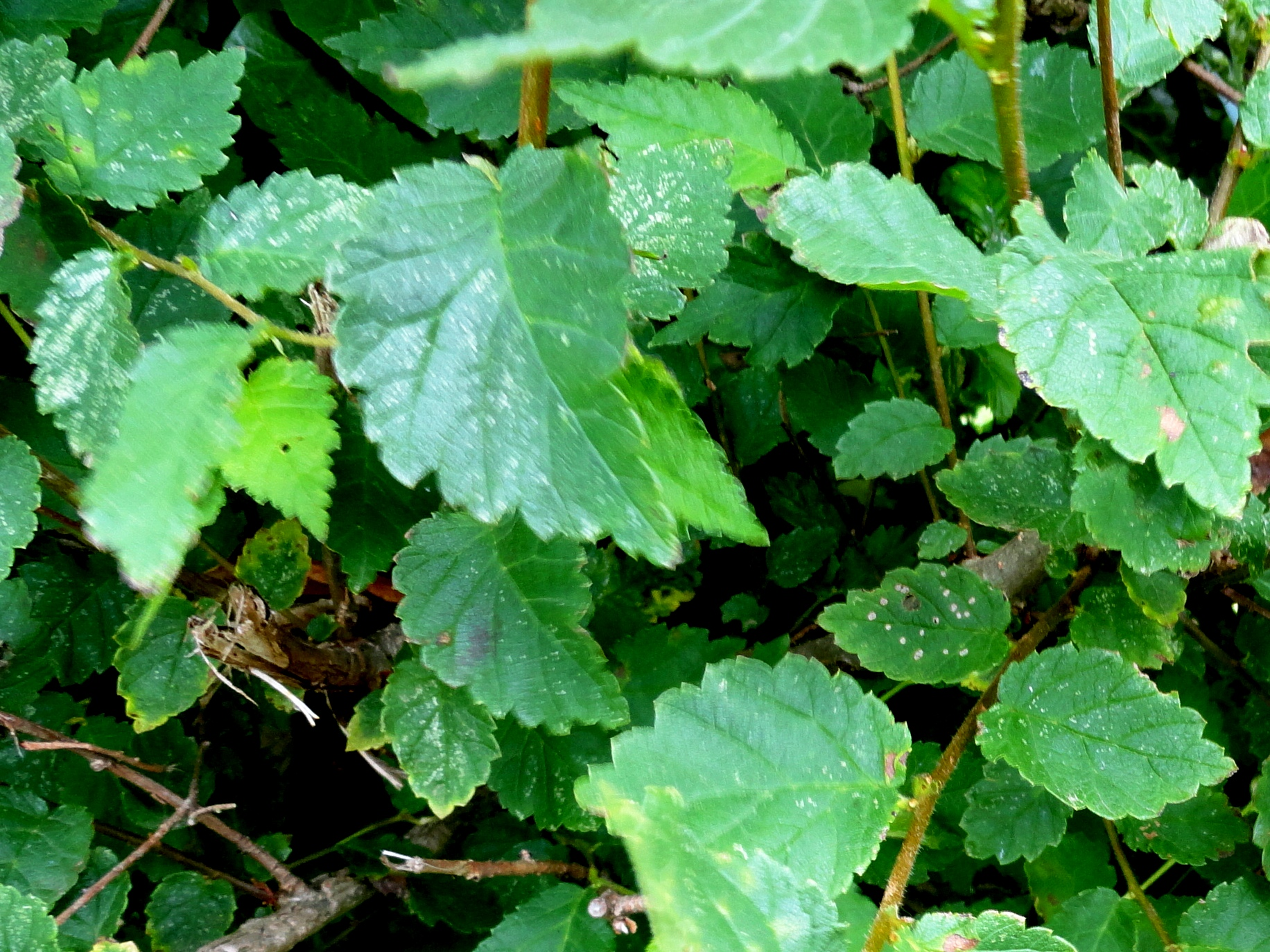